# Lisa Lois
Lisa Lois (* 22. Juni 1987 in Wageningen; eigentlich Lisa Hordijk) ist eine niederländische Popsängerin. Sie ist die Gewinnerin der zweiten Staffel der niederländischen Ausgabe der Castingshow X Factor, die im Frühjahr 2009 vom Fernsehsender RTL 4 ausgestrahlt wurde.

## Werdegang
Hordijk ist seit 2003 musikalisch aktiv. Vor ihrer Teilnahme an der Fernsehshow war sie vier Jahre Sängerin der Band Left Lane Lisa, die in den ganzen Niederlanden live auftrat und insbesondere in der Region um Wageningen große Bekanntheit genoss. Daneben wirkte sie in einer Coverband mit.
Mit dem Gewinn bei X Factor am 9. Mai 2009 erhielt sie einen Plattenvertrag bei Sony BMG. Als erste Single erschien zwei Tage nach dem Finale eine Neuinterpretation des Songs Hallelujah, im Original von Leonard Cohen aus dem Jahr 1984. Das Lied war nur wenige Monate zuvor von der britischen X-Factor-Gewinnerin Alexandra Burke in Großbritannien an die Chartspitze gebracht worden. Die Aufnahme von Lisa Hordijk stand vier Wochen auf Platz 1 der niederländischen Charts und erreichte Platinstatus. Am 12. Juni 2009 erschien eine akustische Version ihres Songs, die von Giorgio Tuinfort produziert wurde.
Lisas Debütalbum, Smoke, erschien am 27. November 2009. Einige Lieder des Albums wurden von bekannten Songwritern wie Pixie Lott und Phil Tornalley geschrieben. Das zweite Album der Sängerin erschien Anfang Mai unter dem Titel Breaking Away. Die erste Single Silhouette erschien im Januar und erreichte die niederländischen Charts, die Nachfolger-Single Crazy aber kaum (1 Wo. Top 100 #81) und floppte.

## Diskografie
Alben
- 2009: Smoke
- 2013: Breaking Away

Singles
- 2009: Hallelujah
- 2009: No Good for Me
- 2010: Promises promises
- 2010: Little by little
- 2013: Silhouette
- 2013: Crazy